# La Chapelle-de-la-Tour
La Chapelle-de-la-Tour és un municipi francès situat al departament de la Isèra i a la regió d'Alvèrnia-Roine-Alps. L'any 2007 tenia 1.598 habitants.

## Demografia

### Població
El 2007 la població de fet de La Chapelle-de-la-Tour era de 1.598 persones. Hi havia 589 famílies de les quals 94 eren unipersonals (47 homes vivint sols i 47 dones vivint soles), 222 parelles sense fills, 234 parelles amb fills i 39 famílies monoparentals amb fills.
La població ha evolucionat segons el següent gràfic:
Habitants censats

### Habitatges
El 2007 hi havia 655 habitatges, 592 eren l'habitatge principal de la família, 33 eren segones residències i 31 estaven desocupats. 634 eren cases i 20 eren apartaments. Dels 592 habitatges principals, 538 estaven ocupats pels seus propietaris, 51 estaven llogats i ocupats pels llogaters i 4 estaven cedits a títol gratuït; 8 tenien dues cambres, 49 en tenien tres, 125 en tenien quatre i 411 en tenien cinc o més. 506 habitatges disposaven pel capbaix d'una plaça de pàrquing. A 189 habitatges hi havia un automòbil i a 380 n'hi havia dos o més.

### Piràmide de població
La piràmide de població per edats i sexe el 2009 era:
| Homes | Edats   | Dones |
| ----- | ------- | ----- |
| 0     | 95 o +  | 4     |
| 4     | 90 a 94 | 4     |
| 0     | 85 a 89 | 16    |
| 4     | 80 a 84 | 24    |
| 20    | 75 a 79 | 28    |
| 20    | 70 a 74 | 28    |
| 20    | 65 a 69 | 24    |
| 28    | 60 a 64 | 36    |
| 52    | 55 a 59 | 36    |
| 88    | 50 a 54 | 68    |
| 64    | 45 a 49 | 84    |
| 68    | 40 a 44 | 52    |
| 36    | 35 a 39 | 56    |
| 28    | 30 a 34 | 32    |
| 20    | 25 a 29 | 16    |
| 44    | 20 a 24 | 8     |
| 56    | 15 a 19 | 84    |
| 64    | 10 a 14 | 56    |
| 36    | 5 a 9   | 32    |
| 8     | 0 a 4   | 12    |

## Economia
El 2007 la població en edat de treballar era de 1.013 persones, 746 eren actives i 267 eren inactives. De les 746 persones actives 699 estaven ocupades (382 homes i 317 dones) i 46 estaven aturades (24 homes i 22 dones). De les 267 persones inactives 112 estaven jubilades, 77 estaven estudiant i 78 estaven classificades com a «altres inactius».

### Ingressos
El 2009 a La Chapelle-de-la-Tour hi havia 602 unitats fiscals que integraven 1.694,5 persones, la mediana anual d'ingressos fiscals per persona era de 20.965 €.

### Activitats econòmiques
Dels 59 establiments que hi havia el 2007, 2 eren d'empreses alimentàries, 5 d'empreses de fabricació d'altres productes industrials, 6 d'empreses de construcció, 11 d'empreses de comerç i reparació d'automòbils, 1 d'una empresa de transport, 3 d'empreses d'hostatgeria i restauració, 2 d'empreses financeres, 6 d'empreses immobiliàries, 6 d'empreses de serveis, 10 d'entitats de l'administració pública i 7 d'empreses classificades com a «altres activitats de serveis».
Dels 17 establiments de servei als particulars que hi havia el 2009, 2 eren tallers de reparació d'automòbils i de material agrícola, 2 paletes, 1 guixaire pintor, 3 lampisteries, 2 perruqueries, 2 restaurants, 2 agències immobiliàries i 3 salons de bellesa.
Dels 2 establiments comercials que hi havia el 2009, 1 era una fleca i 1 una floristeria.
L'any 2000 a La Chapelle-de-la-Tour hi havia 17 explotacions agrícoles que ocupaven un total de 560 hectàrees.

## Equipaments sanitaris i escolars
El 2009 hi havia una escola elemental.

## Poblacions més properes
El següent diagrama mostra les poblacions més properes.